# Chenoprosopus

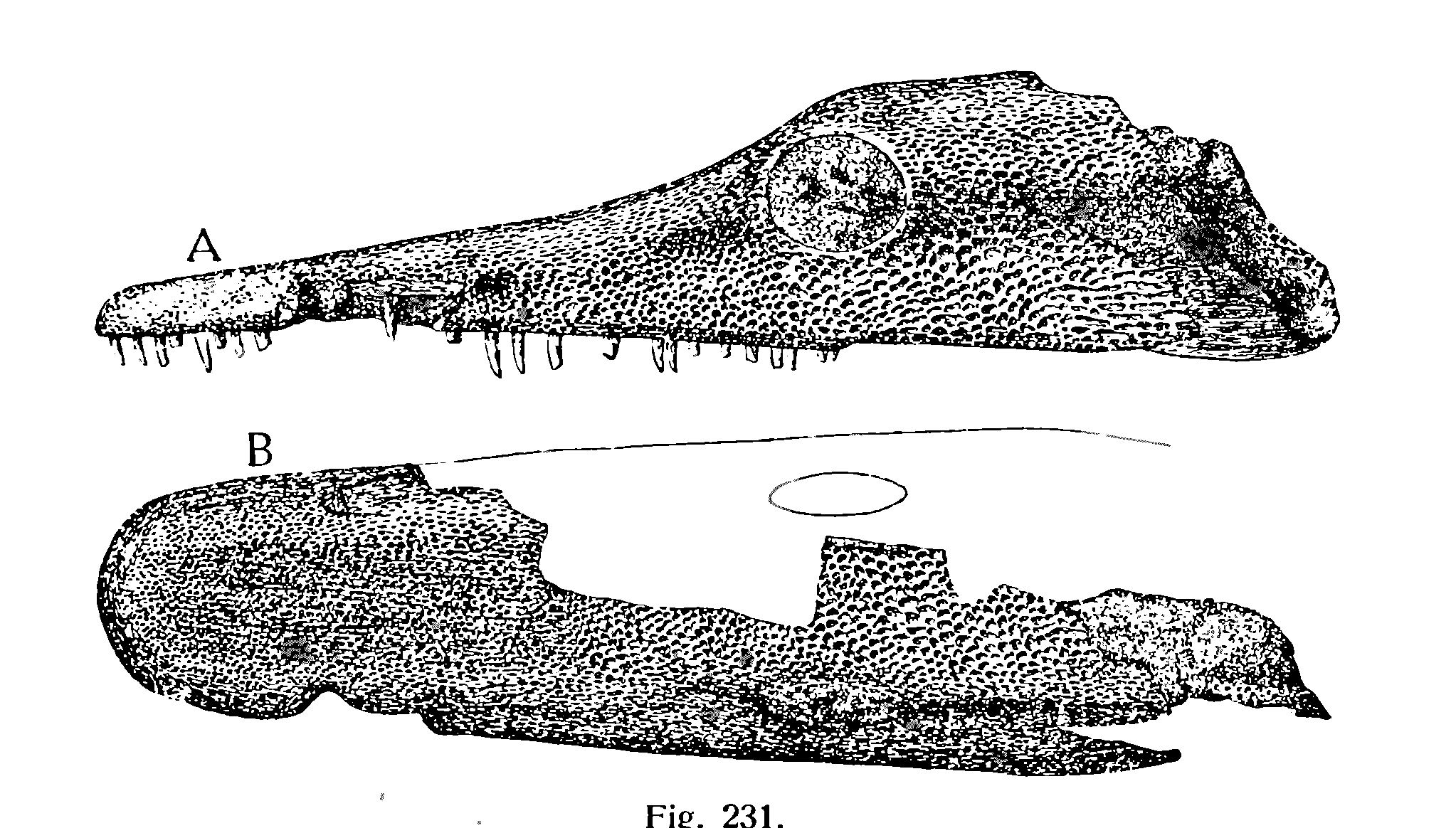
Crani de Chenoprosopus milleri

Chenoprosopus és un gènere extint d'amfibi temnospòndil.
Chenoprosopus s'assembla al gènere europeu Archegosaurus, tot i que les restes de l'amfibi trobat als Estats Units s'assemblen més al gènere Cacops encara que difereix en les narius més petites i en la seva posició posterior.
L'any 1911, Paul Miller va descobrir a Nou Mèxic part del crani d'una espècie nova de Chenoprosopus i el va anomenar Chenoprosopus milleri. El crani era molt llarg i estret, (28cm de llarg i 5.4cm d'ample). Les dents eren fortes i còniques, lleugerament corbades i d'aproximadament 19 mm de llarg. Al lloc es va trobar una sola vèrtebra, que és semblant a les vèrtebres de Diadectes.